# Nejishiki

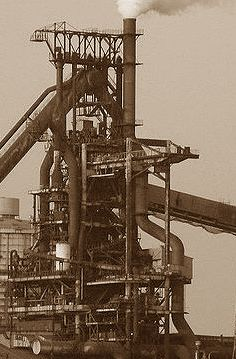

Nejishiki (japanisch ねじ式, dt. etwa „Mit einer Schraube“) ist eine Manga-Kurzgeschichte des japanischen Zeichners Yoshiharu Tsuge (unter anderem auch Munō no Hito). Sie gilt als das bekannteste Werk Tsuges und ist damit eine der bedeutendsten Arbeiten des alternativen Manga.
Unter dem Titel Nejishiki wurde in den 1980ern auch ein Band mit 15 Kurzgeschichten von Tsuge veröffentlicht. Die Kurzgeschichten in diesem Band sind zwischen 1965 und 1984 – meist im japanischen Manga-Magazin Garo – erschienen. Nejishiki selbst entstand im Juni 1968 für Garo und erzählt von einem Traum von Tsuge. Das surrealistische Werk begeisterte kurz nach seinem Erscheinen Kritiker und war Anlass für die Veröffentlichung zahlreicher Sekundärliteratur.
1998 wurde der Manga unter der Regie von Teruo Ishii mit Tadanobu Asano und Miki Fujitani verfilmt.
Nejishiki war sehr einflussreich. Der Manga-Zeichner Imiri Sakabashira gab seinen Beruf als Geschäftsmann auf und beschloss, Comiczeichner zu werden, nachdem er die Kurzgeschichte gelesen hatte.